# Michaela Ek
Michaela  "Micco" Ek född 1 februari 1988 i Skövde är en svensk handbollsspelare som  är vänsterhänt och spelar högersexa i anfall.

## Karriär
Michaela Ek är fostrad i Skövde HF sedan hon var barn. Hon debuterade i A-laget 2007 och har spelat där i 8 säsonger då hon i februari skriver proffskontrakt med Bjeringbro-Silkeborg i Danmark. Under sina år i Skövde hade hon till februari 2015 gjort över 500 mål. Michaela Ek stannade bara ett år i Bjerringbro-Silkeborg och skrev sen  på för  Ringkøbing. I mars 2017 meddelader klubben att Michaela Ek är gravid och inte spelar mer i Ringköping denna säsong. I slutet av säsongen stod det klart att hon inte skulle fortsätta i Ringköping. I maj 2018 blev det klart att Eks karriär fortsätter i TIF Viking i Norge. Hennes sambo Kasper Gudnitz ska spela för Fyllingen och Ek ska spela för Bergenklubbens TIF Viking i division 1. Hon spelade för Viking till våren 2019.

## Landslagskarriär
Landslagsdebuten skedde i Carpathi Cup och den 21 mars 2015 skrev Skövde Nyheter :"Skövde HF:s högersexa Michaela Ek, 27, har tagits ut i A-landslaget inför Carpati Trophy i Rumänien 20-21 mars" . Svenska landslaget vann cupen.  När Emma Hawia Svensson skadade korsbandet i SM-finalen 2016 blev Michaela Ek mästerskapsdebutant i OS i Rio 2016.  Michaela Ek skadade sig i OS-turneringen och byttes ut i kvartsfinalen mot Hanna Blomstrand. Michaela Ek spelade 13 landskamper 2015-2016.